# Quan chế nhà Tống
Quan chế nhà Tống là định chế cấp bậc phẩm hàm quan lại phong kiến dưới thời nhà Tống trong lịch sử Trung Quốc.

## Khái quát
Vào sơ kỳ, thể chế Bắc Tống đại thể vẫn kế tục chế độ chính trị triều Đường.
Tuy nhiên, Tể tướng không còn do các quan đứng đầu Tam tỉnh đảm nhiệm, mà là Đồng trung thư môn hạ bình chương sự (同中書門下平章事), sung nhiệm Thượng thư tả hữu thừa (尚書左右丞), Thị lang lục bộ trở lên, thông thường đặt hai Tể tướng, có khi đặt một hoặc ba tể tướng, Tể tướng còn kiêm chức Quán, Điện Đại học sĩ. Triều đình còn đặt thêm Tham tri chính sự (參知政事) làm phó tể tướng, cho sung nhiệm Trung thư xá nhân (中書舍人) đến Thượng thư lục bộ, thường thay đổi, thường đặt hai người, có khi đặt một người, ba hoặc bốn người.
Trung ương chính quyền thời Tống phân hóa ba nhánh chính:
- Tể tướng và phó tể tướng, Xu mật sứ, Tri xu mật viện sự, Xu mật phó sứ, Đồng tri xu mật viện sự, Thiêm thư xu mật viện sự, Đồng thiêm thư xu mật viện sự; được gọi chung là Tể chấp.
- Trung thư môn hạ và Xu mật viện được gọi là Nhị phủ; Đông Trung thư môn hạ; Tây Xu mật viện; cả hai quản lý đại quyền văn võ.
- Tam ty: Diêm thiết, Bộ Hộ, Độ chi phụ trách chủ quản đại quyền tài chính, hiệu xưng Kế tỉnh.

Thời Tống, quyền của Tể tướng bị thu hẹp mạnh, chỉ phụ trách chức năng hành chính. Quyền lực của Tam ty, Tể chấp và Xu mật sứ (cũng gọi Khu mật sứ) chế ngự lẫn nhau, chính vì vậy đã giảm bớt quyền lực độc quyền trước đây của Tể tướng, ngược lại còn tăng cường hoàng quyền, một thể chế quân chủ tập quyền đúng nghĩa. Ngoài Ngự sử đài, triều Tống còn đặt thêm Gián viện và Trí gián quan, đều là các cơ cấu giám sát, phụ trách sự tình tra hỏi.
Đầu thời Bắc Tống, Tể tướng chủ quản dân chính, Xu mật sứ chủ quản quân chính, Tam ty sứ chủ quản tài chính. Sau "Nguyên Phong quan chế cải cách thời Tống Thần Tông, Tể tướng trên thực tế kiêm quản tài chính. Thời Nam Tống, tể tướng còn kiêm nhiệm Xu mật sứ, kiêm quản quân chính. Điều này khiến Tể tướng lại khống chế đại quyền dân chính, tài chính và quân chính.

## Phẩm cấp
- Chính nhất phẩm: Thượng thư lệnh (尚书令); Trung thư lệnh (中书令); Thị trung (侍中); Thái sư; Thái phó; Thái bảo; Thiếu sư; Thiếu phó; Thiếu bảo; Thượng thư tả hữu Phó xạ (尚书左右仆射).
  - Tòng nhất phẩm: Xu mật sứ (枢密使); Khai phủ nghi đồng tam ti (开府仪同三司); Đặc tiến (特); Thái tử Tam thái (Thái sư, Thái phó, Thái bảo); Quang lộc đại phu (光禄大夫).
- Chính nhị phẩm: Môn hạ thị lang (门下侍郞); Trung thư thị lang (中书侍郎); Kim tử Quang Lộc đại phu (金紫光禄大夫); Tri xu mật viện sứ (知枢密院使); Tham tri chính sự (参知政事); Đồng Tri xu mật viện sứ (同知枢密院事); Thái úy.
  - Tòng nhị phẩm: Ngân Thanh quang lộc đại phu (银青光禄大夫); Thiêm thư xu mật viện sứ (签书枢密院使); Quan Văn điện Đại học sĩ (观文殿大学士); Thái tử Tam thiếu (Thiếu sư, Thiếu phó, Thiếu bảo); Ngự sử đại phu (御史大夫); Thượng thư Lục bộ; Tả Hữu Kim Ngô vệ, Tả Hữu vệ Thượng tướng quân (上将军); Châu mục (州牧); Điện tiền đô Chỉ huy sứ (殿前都指挥使); Tiết độ sứ.
- Chính tam phẩm: Tuyên Phụng đại phu (宣奉大夫); Chính Phụng đại phu (正奉大夫); Quan Văn điện Học sĩ (观文殿学士); Đại học sĩ các điện Hàm Lâm, Tư Chính, Bảo Hòa; Hàn Lâm học sĩ Thừa chỉ (翰林学士承旨); Hàn Lâm học sĩ (翰林学士); Học sĩ các điện Tư Chính, Bảo Hòa, Đoan Minh; Học sĩ Long Đồ, Thiên Chương, Bảo Văn, Hiển Mô, Huy Du, Phu Văn lục các; Xu mật Trực học sĩ (枢密直学士); Tả Hữu Tán kị Thường thị (散骑常侍); Thượng thư Lục tào; Thượng hộ quân (上护军).
  - Tòng tam phẩm: Chính Nghị đại phu (正议大夫); Thông Phụng đại phu (通奉大夫); Trực học sĩ (直学士) của lục các; Ngự sử Trung thừa (御史中丞); Khai Phong doãn (开封尹); Thị lang Lục tào; Thượng tướng quân các Vệ; Thái tử tân khách (太子宾客); Chiêm sự (詹事); Hộ quân (护军).
- Chính tứ phẩm: Thông Nghị đại phu (通议大夫); Cấp sự trung (给事中); Trung thư xá nhân (中书舍人); Thái thường tự Tự khanh; Tông chính khanh (宗正卿); Bí thư giám (秘书监); Đại tướng quân các Vệ; Điền tiền phó đô chỉ huy sứ (殿前副都指挥使); Thừa tuyên sứ (承宣使); Thượng khinh xa đô úy (上轻车都尉).
  - Tòng tứ phẩm: Thái Trung đại phu (太中大夫); Thị chế (侍制) Lục các; Tả Hữu Gián nghị đại phu (谏议大夫); Thị lang thất tự Khanh (侍郎七寺卿) Lục tào; Quốc Tử giám Tế tửu (祭酒); Thiếu phủ (少府); Tương tác giám (将作监); Tướng quân các Vệ; Khinh xa Đô úy (轻车都尉).
- Chính ngũ phẩm: Trung đại phu (中大夫); Đô chỉ huy sứ (都指挥使) quân Mã, Bộ; Phó Đô chỉ huy sứ (副都指挥使); Quan sát sứ (观察使); Thông thị (通侍); Chính thị (正侍); Tuyên chính (宣正); Lý chính (履正); Hiệp trung (协忠); Trung Thị đại phu (中侍大夫); Thượng kỹ đô úy (上骑都尉).
  - Tòng ngũ phẩm: Trung Phụng đại phu (中奉大夫); Trung Tán đại phu (中散大夫); Thiếu khanh (少卿) của Thái Thường tự, Tông Chính; Bí thư thiếu giám (秘书少监); Nội khách tỉnh sử (内客省使); Duyên Phúc cung sử (延福宫使); Cảnh Phúc điện sử (景福殿使); Tả Hữu Thứ tử (庶子) của Thái tử; Xu Mật đô Thừa chỉ (枢密都承旨); Đại phu các vệ Trung Lượng, Trung Vệ, Dực Vệ, Thân Vệ; Điện tiền mã (殿前马); Bộ quân Đô ngu hầu (步军都虞候); Phòng ngự sử (防御使); Tứ sương đô Chỉ huy sứ (四厢都指挥使) của Phủng Nhật, Thiên Võ, Long Thần các Vệ; Đoàn luyện sử (团练使); Thứ sử các Châu; Phò mã Đô úy (驸马都尉); Kỵ đô úy (骑都尉).
- Chính lục phẩm: Triều Nghị đại phu (朝议大夫); Phụng Trực đại phu (奉直大夫); Tập Anh điện Tu soạn (集英殿修撰); Thất tự Thiếu khanh (七寺少卿); Trung thư môn hạ tỉnh kiểm chính chư phòng công sự (中书门下省检正诸房公事); Lang trung Tả Hữu ti Thượng thư; Quốc Tử giám Tư nghiệp (司业); Quân khí giám (军器监); Đô thủy sử giả (都水使者); Thái tử Thiếu chiêm sự (太子少詹事); Tả Hữu Dụ Đức (谕德); Nhập nội Nội thị tỉnh (入内内侍省); Nội thị tỉnh đô tri phó đô tri (内侍省都知副都知); Chiêu Tuyên sử (昭宣使); Đại phu các vệ Củng Vệ, Tả Vũ, Hữu Vũ; Nội thị tỉnh Áp ban (内侍省押班); Xu Mật thừa chỉ (枢密承旨); Phó Thừa chỉ; Kiêu kỵ úy (骁骑尉).
  - Tòng lục phẩm: Triều Thỉnh đại phu (朝请大夫); Triều Tán đại phu (朝散大夫); Triều Phụng đại phu (朝奉大夫); Khởi cư lang (起居郎); Khởi cư xá nhân (起居舍人); Thị ngự sử (侍御史); Thượng thư tỉnh tả (尚书省左); Viên ngoại lang Tả ti; Xu Mật viện kiểm tường chư phòng văn tự (枢密院检详诸房文字); Tả Văn điện (右文殿); Bí các Tu soạn (秘阁修撰); Khai Phong Thiếu doãn (少尹); Lang trung các tư Thượng thư; Khai Phong phủ Phán quan (开封府判官); Thôi quan (推官); Quân khí thiếu giám (军器少监); Đại phu Hòa An, Thành Hòa, Thành An; Lăng đài lệnh (陵台令); Phi kỵ úy (飞骑尉).
- Chính thất phẩm: Triều Thỉnh lang (朝请郎); Triều Tán lang (朝散郎); Triều Phụng lang (朝奉郎); Điện trung Thị ngự sử (殿中侍御史); Tả hữu Tư gián (司谏); Viên ngoại lang các ti Thượng thư; Thị giảng (侍讲); Tư lục tham quân sự (司录参军事) của Bảo Văn các, Khai Phong phủ; Xu Mật phó thừa chỉ (枢密副承旨); Phó thừa chỉ các phòng Xu Mật viện; Võ Công Chí Vũ Dực đại phu (武功至武翼大夫); Thành Toàn đại phu (成全大夫); Bình Hòa đại phu (平和大夫); Bảo An đại phu (保安大夫); Hàn lâm lương y (翰林良医); Thị độc (侍读) và Thị giảng (侍讲) cho Thái tử; Huyện lệnh (县令); Vân kỵ úy (云骑尉).
  - Tòng thất phẩm: Thừa Nghị lang (承议郎); Tả Hữu Chính ngôn (正言); Phù Bảo lang (符宝郎); Giám sát ngự sử (监察御史); Trực (直) cho Hiển Mô, Huy Du, Phu Văn tam các và Thái Thường tự; Tông chính (宗正); Bí thư thừa (秘书丞); Đại lý chính (大理正); Trứ tác lang (著作郎); Sùng Chính điện Thuyết thư (崇政殿说书); Nội Phù Bảo lang (内符宝郎); Chính thị chí Hữu võ lang (正侍至右武郎); Võ công chí Võ dực lang (武功至武翼郎); Hòa an chí Bảo an lang (和安至保安郎); Hàn lâm y quan (翰林医官); Hợp Môn Tuyên Tán xá nhân (合门宣赞舍人); Trung xá nhân (中舍人) và Xá nhân (舍人) của Thái tử; Chư suất phủ suất (诸率府率); Dực thiện (翊善), Tán độc (赞读), Trực giảng (直讲) của phủ Thân vương; Thái y cục lệnh (太医局令); Hàn lâm y hiệu (翰林医效); Hàn lâm y thuyên (翰林医痊); Võ kỵ úy (武骑尉).
- Chính bát phẩm: Phụng Nghị lang (奉议郎), Thông Trực lang (通直郎), Thất tự thừa (七寺丞), Bí thư lang (秘书郎), Thái thường bác sĩ (太常博士), Xu mật viện kế nghị quan (枢密院计议官), Biên tu quan (编修官), Sắc lệnh sở san định quan (敕令所删定官), Trực bí các (直秘阁), Trứ tác tá lang (著作佐郎), Quốc tử giám thừa (国子监丞), Giáo thụ (教授) Đại học/ Tiểu học các Vương phủ, Bác sĩ Quốc Tử giám, Nội thường thị (内常侍), Tào tham quân sự (曹参军事) của phủ Khai Phong, Quân tuần sử (军巡使), Kinh phủ Phán quan (京府判官), Ngũ quan chính (五官正) của Thái sử cục (太史局), Huyện lệnh (县令), Huyện thừa (县丞), Môn hạ tỉnh Lục sự (门下省录事), Thượng thư tỉnh Đô sự (尚书省都事).
  - Tòng bát phẩm: Tuyên Giáo lang (宣教郎), Tuyên Nghị lang (宣议郎), Kiểm pháp quan (检法官) của Ngự Sử đài, Chủ bộ (主簿), Giám thừa (监丞), Bí thư tỉnh Giáo thư lang (秘书省校书郎), Thái Thường tự Phụng Lễ lang (太常寺奉礼郎), Thái chúc (太祝), Thái học (太学), Chủ quản Thái y cục (主管太医局), Xu Mật viện Trực phòng Phó thừa chỉ (枢密院逐房副承旨), Bỉnh Nghĩa lang (秉义郎), Thái tử chư suất phủ phó suất (太子诸率府副率), Thân vương phủ Ký thất (亲王府记室), Tiết độ Chưởng thư ký (节度掌书记), Hành quân Tư mã (行军司马), Lệnh sử (令史), Thư lệnh sử (书令史).